# كهف أونيكس العظيم
كهف أونيكس العظيم (بالإنجليزية: Great Onyx Cave)‏؛ هو كهف يقع في مقاطعة إدمونسون في الولايات المتحدة.

## السياحة
يعد «كهف أونيكس العظيم» أحد مواقع الجذب السياحي في مقاطعة إدمونسون في ولاية كنتاكي الأمريكية.